# Заманов, Аббас Мамедтаги оглы
Аббас Мамедтаги оглы Заманов (азерб. Abbas Zamanov; 22 марта 1924, Баку — неизвестно) — советский и азербайджанский государственный и политический деятель. Генерал-майор.

## Биография
Родился в 1924 году в Баку.
С 1949 по 1955 год — старший следователь, заместитель начальника отдела, начальник следственного отдела КГБ Азербайджанской ССР. Прокурор УПВ КГБ СССР Азербайджанского пограничного округа.
Окончил Всесоюзный юридический заочный институт. В 1953 году сдал экстерном экзамены в Азербайджанском государственном университете.
С 1955 по 1959 год — заместитель председателя КГБ Азербайджанской ССР.
С 1959 по 1962 год служил в Закавказском пограничном округе.
С 1962 по 1969 год — председатель КГБ Нахичеванской АССР.
C 1969 по 1976 год — вновь заместитель председателя КГБ Азербайджанской ССР.
В 1970 году присвоено звание генерал-майора.
С 1976 по 1986 год — генеральный прокурор Азербайджанской ССР.
Советник юстиции 2 класса.
После 1986 года — начальник 1 отдела Госплана Азербайджанской ССР.
Депутат Верховного Совета Нахичеванской АССР двух созывов.
Депутат Верховного Совета Азербайджанской ССР 8, 9, 10 созывов
Член КПСС с 1944 года.

## Награды
- Орден Трудового Красного Знамени
- Почётный сотрудник госбезопасности